# Јунион (Њу Џерзи)
Јунион (енгл. Union) град је у америчкој савезној држави Њу Џерзи.

## Демографија
По попису из 2000. године број становника је 54.405.
| Група             | 2000.          | 2010.    |
| Белци             | 33.661 (61,9%) | 0 (0,0%) |
| Афроамериканци    | 10.752 (19,8%) | 0 (0,0%) |
| Азијати           | 4.201 (7,7%)   | 0 (0,0%) |
| Хиспаноамериканци | 4.861 (8,9%)   | 0 (0,0%) |
| Укупно            | 54.405         | 0        |